# Chapter Two "1"
Chapter Two är ett musikalbum av Chapter Two utgivet 1987. Det är det första albumet av hittills två av Nils Landgren och Johan Norbergs i deras ensemble Chapter Two. Skivan nominerades till en Grammis 1990.

## Låtlista
1. Only Love Can Break Your Heart (Neil Young) – 3:54
2. Eleanor Rigby (John Lennon/Paul McCartney) – 4:03
3. Dead Simple (Johan Norberg) – 5:11
4. My Funny Valentine (Richard Rodgers/Lorenz Hart) – 6:41
5. Stomp (Nils Landgren/Johan Norberg) – 1:01
6. There Goes My Heart (Abner Silver/Benny Davis) – 3:11
7. Get Out of My Life Woman (Allen Toussaint) – 2:32
8. That's All There Is (Johan Norberg) – 3:30
9. Life in the Modern World (Ivan Lins/Brock Walsh) – 4:47
10. Out of the Frying Pan (Johan Norberg) – 3:30
11. Beep (Nils Landgren) – 3:03
12. Dedication (Johan Norberg) – 3:06

## Artister
- Nils Landgren – sång, trombon, trumpet
- Johan Norberg – gitarr, bakgrundssång, dragspel